# سفارة كوريا الشمالية في إسبانيا
سفارة كوريا الشمالية في إسبانيا هي أرفع تمثيل دبلوماسي لدولة كوريا الشمالية لدى إسبانيا. تقع السفارة في مدريد وهي تهدف لتعزيز المصالح الكورية شمالية في إسبانيا.

## وصلات خارجية
- قائمة سفارات كوريا الشمالية
- قائمة السفارات في إسبانيا